# Zamek w Pierreclos
Zamek w Pierreclos – rezydencja pochodząca z XII wieku, położona w gminie Pierreclos, w departamencie Saona i Loara w Burgundii.

## Zarys historyczny
Powstanie zamku datowane jest na rok 1140. Pierwszym wzmiankowanym właścicielem był Hugon II de Berzé, hrabia Mâcon. W tym czasie trzypoziomowy, zamieszkany stołp bronił kościoła parafialnego zbudowanego w stylu romańskim.
Zamek przechodził burzliwe dzieje: został częściowo spalony przez króla Ludwika XI w 1471 roku, zniszczony przez protestantów w 1562 w czasie wojen religijnych i ponownie w czasie rewolucji, szczególnie ucierpiał kościół. Był jednak sukcesywnie odbudowywany i restaurowany.
Obecnie (2013) zamek stanowi własność prywatną, jest jednak udostępniony do zwiedzania. Od 21 grudnia 1984 roku jest częściowo wpisany do rejestru zabytków.